# Mikoyan-Gurevich MiG-17
El Mikoyan-Gurevich MiG-17 (en ruso: МиГ-17, designación OTAN: Fresco) es un caza de reacción subsónico producido en la Unión Soviética a partir de 1952 y utilizado por numerosas fuerzas aéreas en sus distintas variantes. La mayoría de las versiones del MiG-17 no podían portar misiles aire-aire, pero derribaron muchos aviones con sus cañones. Es un desarrollo más avanzado del MiG-15, muy similar en apariencia, el cual había sido utilizado ampliamente en la guerra de Corea.
El MiG-17 entró en combate por primera vez en 1958 con la Fuerza Aérea del Ejército Popular de Liberación de la República Popular China sobre el estrecho de Taiwán contra los North American F-86 Sabre de la República de China y fue utilizado efectivamente por Vietnam del Norte contra los cazas supersónicos de Estados Unidos en la guerra de Vietnam. También fue conocido brevemente por la designación USAF/DoD Tipo 38, antes de que se implementaran los códigos de la OTAN.

## Diseño y desarrollo

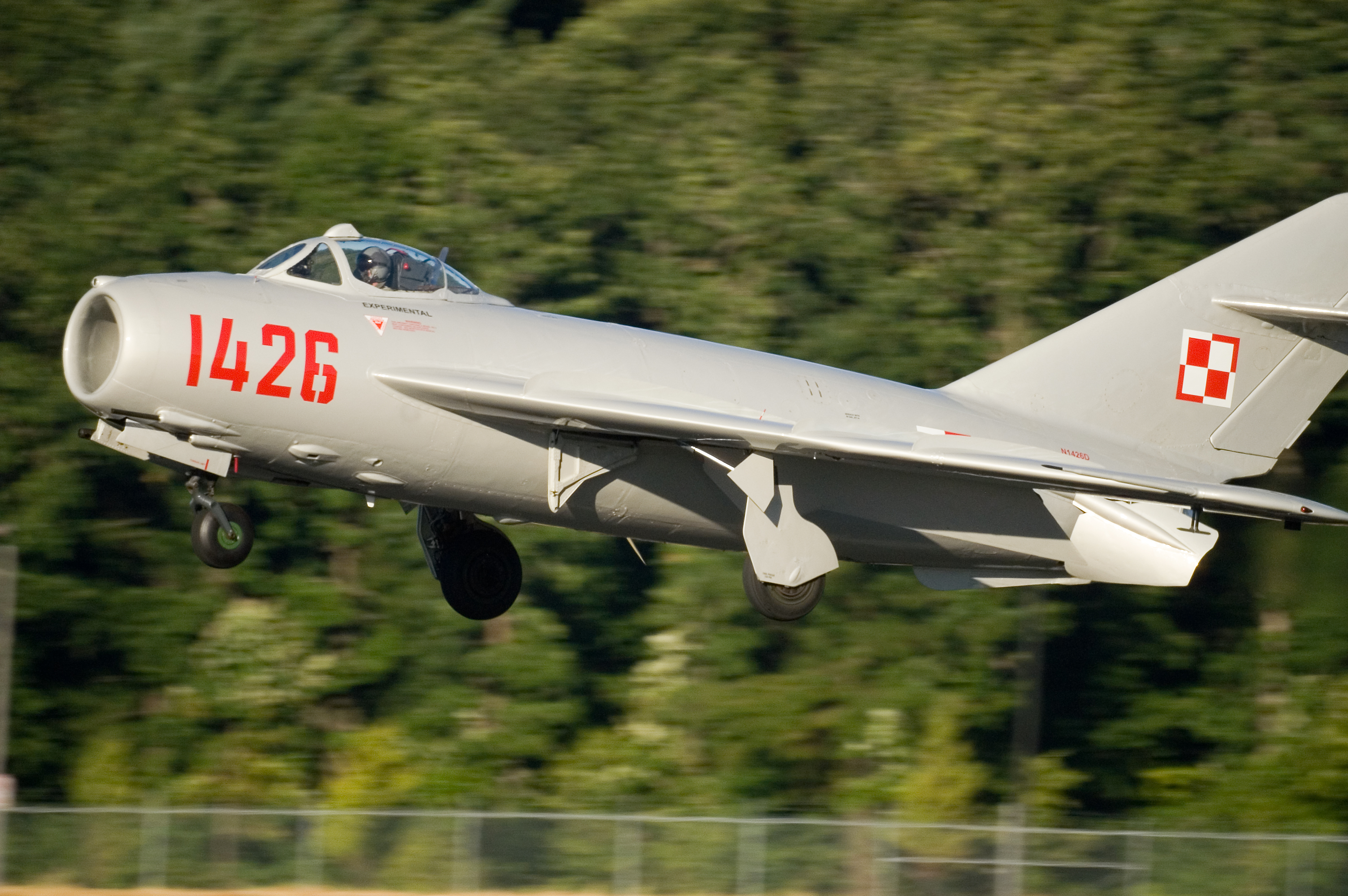
MiG-17 polaco durante un aterrizaje.

Las experiencias de combate durante la guerra de Corea pusieron de manifiesto el principal problema del MiG-15, que era su tendencia a entrar en una incontrolable barrena cuando se iniciaba un tonel mediante un viraje cerrado. Para eliminar este inconveniente, se emprendió un rediseño que desembocó en el prototipo I-330, conocido también como MiG-15bis/45° por montar unas alas en flecha precisamente con un ángulo de 45°. Además, el fuselaje había sido alargado para reducir resistencia, la unidad de cola fue revisada, y se aprovechó para modificar los sistemas y la disposición interior.
Tras concluirse las pruebas oficiales, el avión fue considerado apto para la producción a mediados del año 1951 bajo la designación Mikoyan-Gurevich MiG-17; las primeras entregas a la Fuerza Aérea Soviética tuvieron lugar a finales de 1952.
Con el nombre en código "Fresco-A" asignado por la OTAN, el MiG-17 fue producido en diversas variantes, entre las que se encontraba la original de serie MiG-17, que conservaba el motor VK-1 del MiG-15, y la de caza diurno MiG-17F "Fresco-C" que, fue la principal versión de producción, y montaba el turborreactor con postcombustión VK-1F. El MiG-17PF "Fresco-D" combinaba el motor con postquemador con una limitada capacidad de operación todo tiempo conseguida gracias a la instalación de un radar de barrido fijo. A continuación apareció el MiG-17PFU "Fresco-E", en el que el armamento convencional fue reemplazado por cuatro misiles aire-aire ARS-212 (conocido en Occidente como "Alkali"), lo que convirtió a esta variante del MiG-17 en el primer interceptor armado con misiles que entró en servicio con la Fuerza Aérea Soviética.
Si bien fue catalogado como obsoleto en la Unión Soviética a mediados de los años 1970, el MiG-17 fue amplia y eficazmente utilizado en combate durante la guerra del Vietnam, tripulado por pilotos norvietnamitas.
La producción en la URSS totalizó aproximadamente 8000 aviones cuando se cerraron las cadenas de montaje a fines de los años 1950. ;  La concesión de la licencia de producción a Polonia derivó en el modelo polaco LIM-5P, equivalente al MiG-17F, en el tipo táctico de despegue corto LIM-5M (desarrollado por los propios polacos) y en el ampliamente modificado LIM-6, previsto para operaciones de apoyo cercano. Polonia en total produce 606 ejemplares. Checoslovaquia también recibió la licencia, y fabricó 457 ejemplares con la denominación S-104.
El MiG-17 fue también construido en China, donde los MiG-17F MiG-17PF fueron denominados J-5 y J-5Jia (o J-5A), respectivamente. China desarrolló asimismo una versión biplaza que parecía combinar las cabinas en tándem del MiG-15UTI con la célula del MiG-17 y que, bajo la designación JJ-5, ha sido utilizado como entrenador avanzado por los ejércitos chinos. Es posible que la producción soviética y la extranjera totalizasen conjuntamente entre 9000 y 10 000 aviones.
El modelo dejó de fabricarse en 1958. En total fueron fabricados por la URSS 7999 MiG-17 de varias modificaciones en cinco fábricas. La licencia fue entregada a Checoslovaquia, que produjo 457, Polonia produjo 606 Lim-5/6 y China 1828 Jian J-4/5, con lo que el total de MiG-17 producidos alcanza la cifra de 10 890 aviones.

## Variantes
I-330
Prototipo.
MiG-17 ("Fresco A")
Versión de caza básico propulsada por un motor VK-1 ("avión SI").
MiG-17A
Versión de caza propulsada por un motor VK-1A con mayor vida útil.
MiG-17AS
Conversión polivalente preparada para portar cohetes y el misil aire-aire K-13.
MiG-17P ("Fresco B")
Versión de caza todo tiempo equipada con radar Izumrud ("avión SP").
MiG-17F ("Fresco C")
Versión de caza básico propulsada por un motor VK-1F con postquemador ("avión SF").
MiG-17PF ("Fresco D")
Versión de caza todo tiempo equipada con radar Izumrud y motor VK-1F ("avión SP-7F").
MiG-17PM/PFU ("Fresco E")
Versión de caza con radar y misiles aire-aire K-5 (designación OTAN: AA-1 "Alkali") ("avión SP-9").
MiG-17R
Versión de reconocimiento equipada con cámara y motor VK-1F ("avión SR-2").
MiG-17SN
Versión experimental con dos tomas de aire laterales para los motores y la parte frontal rediseñada para albergar unos cañones de 23 mm pivotantes para ataque a tierra. No llegó a ser producida.
Shenyang J-5
Variante del caza MiG-17 producida en la República Popular China.

## Operadores

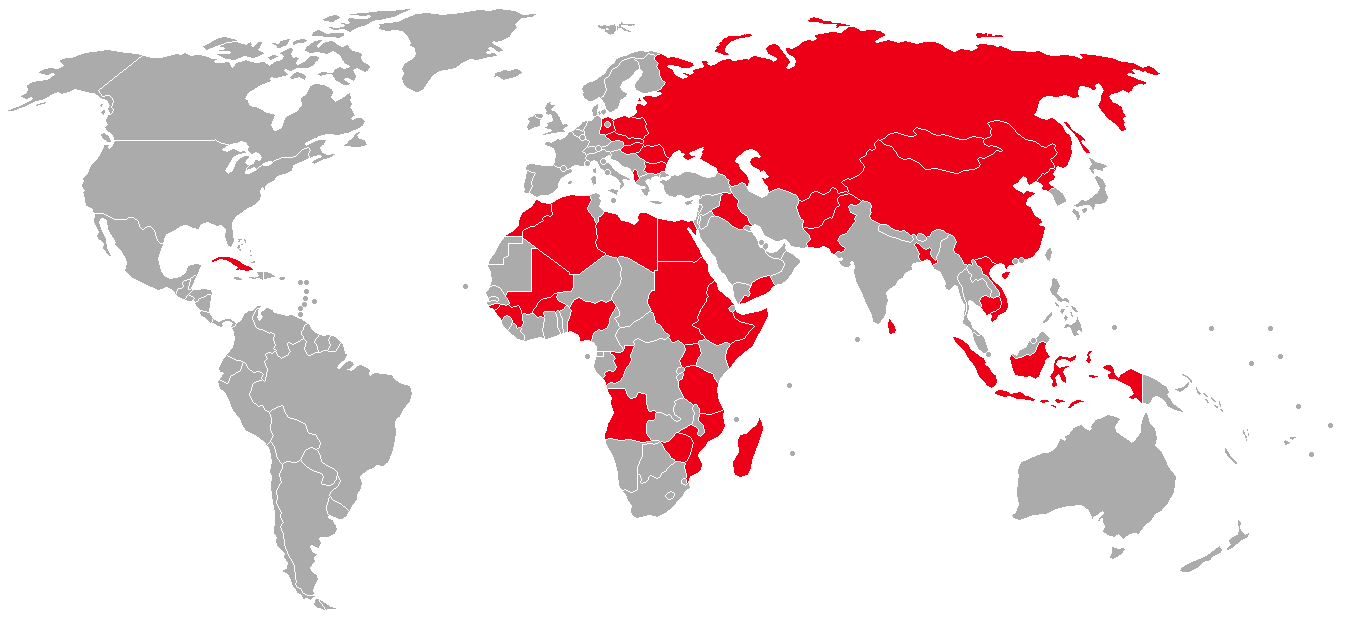
Operadores de MiG-17.

El MiG-17 sirvió en la Fuerza Aérea de 41 países a lo largo de todo el planeta:
- Afganistán
- Albania
- Argelia
- Angola
- Bangladés
- Bulgaria
- Burkina Faso
- Camboya
- China
- República del Congo
- Cuba
- Checoslovaquia
- República Democrática Alemana
- Egipto
- Etiopía
- Guinea
- Guinea-Bisáu
- Indonesia
- Irak
- Hungría
- Libia
- Madagascar
- Mali
- Mongolia
- Marruecos
- Mozambique
- Nigeria
- Corea del Norte: donde es denominado J-5, y todavía se encuentra en servicio.
- Pakistán
- Polonia
- Rumania: 12 MiG-17PF y 50 MiG-17F entrando en servicio en 1955 y 1956 respectivamente.
- Rusia
- Somalia
- Sri Lanka: Todos en servicio.
- Sudán
- Siria
- Tanzania
- Uganda
- Vietnam
- Yemen
- Zimbabue

## Historia operacional
El MiG-17 fue uno de los principales cazas del Pacto de Varsovia durante los años 1950 y 1960. También fue muy empleado en el Tercer Mundo. Participó en los conflictos de Afganistán, China-Taiwán y Tíbet, Biafra, Yemen, Sudán, Mozambique, Sri Lanka, Tanzania-Uganda y otros.
Durante la guerra de Vietnam se enfrentó con éxito a los más modernos cazas estadounidenses McDonnell Douglas F-4 Phantom II. Fue empleado por los árabes en varios conflictos con Israel, en especial en las guerras de 1956, 1967 y 1973.
En 1975 Cuba envía un escuadrón de MiG-17F a combatir a Angola. Estos aviones fueron los primeros cazas de Angola, hasta ser sustituidos por los MiG-21. Estos cazas contribuyen a la victoria de 1976. En 1977 también son enviados cazas MiG-17 cubanos a Etiopía, a combatir contra la invasión de Somalia, que es derrotada en 1978.

### La Crisis de Suez (1956)
Entre octubre de 1955 y principios de noviembre de 1956 Egipto recibió entre seis y 12 MiG-17F. El primer Escuadrón estaba en el proceso de conversión al MiG-17 cuando británicos y franceses atacaron Egipto. Los nuevos MiG-17 vieron al menos una batalla aérea con  cazas israelíes. Más tarde, también instructores rusos volaron en una batalla contra aviones británicos. Al parecer la mayoría de los MiG-17 sobrevivieron a la guerra.

### Crisis de Quemoy (1958)
Tras conquistar Yijiangshan y Dachen, el Ejército de Liberación Popular (EPL) de la República Popular China comenzó a planear una operación combinada similar contra Quemoy y Matsu. Para esto, el EPL necesitó nuevas bases aéreas que comenzaron a construirse a partir de 1956, y tiempo después los cazas del EPL comenzaron a volar sobre el estrecho de Formosa. Las preparaciones para el ataque a Quemoy finalizaron en verano de 1958, y entre el 27 de julio y el 22 de agosto, el EPL movió un gran número de aviones con su equipo de apoyo (como los radares, los reflectores y el armamento antiaéreo), y una estructura de mando completa para formar la fuerza aérea militar de la región de Fuzhou. Los elementos de la aviación concentrados consistieron en cinco divisiones completas y cuatro incompletas de cazas MiG-15, pero también algunas de MiG-17 recién entregados, dos regimientos de bombarderos, y una parte de la 4.ª división de aero-naval, con un total de por lo menos 620 aviones de combate.
A partir del 27 de julio, el EPL comenzó sus operaciones ofensivas sobre el estrecho de Formosa, enviando numerosos MiG-15 y MiG-17, lo que provocó inmediatamente varios choques con los cazas enemigos. El MiG-17 no se sabía que estuviera en servicio con el EPL chino, y su aparición causó una considerable sorpresa. Por lo tanto, Estados Unidos realizó el envío de misiles AIM-9B a Taiwán (apenas meses después de que el arma fuera introducida en la Armada de los Estados Unidos), mientras que desde Taiwán comenzaron una serie de ataques contra buques, así como operaciones de reconocimiento sobre el continente. Estas primeras misiones eran realizadas por aviones Republic F-84G Thunderjet y RF-84Fs, escoltados por North American F-86 Sabre; algunas patrullas de combate regulares también fueron establecidas sobre Fujian.
Según el EPL, el primer choque sucedió el 29 de julio, alrededor de las 11:03, cuando cuatro MiG-17 del 54.º regimiento de la 18.ª división interceptaron tres F-84G sobre Sha Tou. Después de tres minutos de combate aéreo, Gao Chang-Ji y su ala Zhang Yi-Lin abatieron un Thunderjet cada uno, mientras que su líder Zhao dañó un tercero. El 7 de agosto ocho J-5 (copia china del MiG-17), del 46.º regimiento de la 9.ª división, se enfrentaron a ocho F-86 Sabre. Según los expedientes chinos oficiales, después de cinco minutos del combate aéreo, un Sabre fue dañado.
A pesar de esto, el EPL no podía alcanzar ninguna clase de superioridad de aire sobre Quemoy o Matsu. Al contrario, la Fuerza Aérea de la República de China continuo volando misiones de reconocimiento sobre el continente, y en agosto sus RF-84F fotografiaron una acumulación de MiG-17 en los campos de aviación de Chenghai y de Liencheng. Durante uno de esos vuelos de reconocimiento el 14 de agosto, los F-86 de escolta reclamaron el primer derribo de un MiG-15 enemigo. Según expedientes chinos oficiales, la batalla en este día se libró alrededor de las 10:30, cuando ocho MiG-17s del 46.º regimiento de la decimosexta división se enfrentaron a once F-86; el piloto Zhou Chun-Fu derribó dos y dañó un tercer F-86 Sabre antes de ser derribado. Los expedientes nacionalistas se diferencian levemente, pero demuestran que Zhou nunca tuvo la más leve ocasión de tocar un solo Sabre.
Cuando la crisis empeoró, los cazas estadounidenses comenzaron a patrullar sobre la isla de Formosa, por lo que la Fuerza Aérea de la República de China quedaba así libre para operar sobre el continente, y en posición para aumentar el número de misiones ofensivas hasta las 200 salidas por día. Algunas de estas misiones incluyeron según se informa hasta 80 cazas, y los choques con los interceptores de EPL llegaron a ser inevitables otra vez. Entre el 23 de agosto y el 10 de octubre siete batallas ocurrieron. Según fuentes chinas el 23 de agosto, la Fuerza Aérea de la República de China envió 48 F-86F sobre Quemoy, y ocho más sobre el área de Zhangzhou. El EPL respondió con 68 MiG-17.
El 8 de septiembre de 1958 12 F-86 estaban en una patrulla sobre Cheng Hai, para proporcionar escolta a dos RF-84F, en un intento de fotografiar campos de aviación en aquella zona. Los Sabre estaban a 31.000 pies de altura, directamente detrás de los aviones de reconocimiento. La misión casi estaba terminada a las 11:00, pero cinco minutos después, 12 MiG-17s aparecieron por el noreste, aunque no se tiene información de que aquel día se perdiera algún Sabre. La siguiente batalla ocurrió la tarde del 18 de septiembre de ese mismo año. El Primer encuentro sucedió sobre las 16:12, al noroeste de Quemoy, y el segundo alrededor de las 18:04, unas diez millas de sur de la misma isla. Durante el primer contacto, cuatro F-86 fueron detectados por 16 MiG-17. En el duelo siguiente los pilotos Guang-Xing y Mao Jie-Sheng reclamaron cada uno haber derribado un MiG. El segundo contacto sucedió cuando cuatro F-86 fueron enviados para cubrir a varias naves que estaban a punto de entregar suministros a Quemoy. Alrededor de las 18:04 coincidieron con ocho MiG-17; a pesar de ir bajos de combustible cada piloto reclama un MiG abatido. Por parte del otro bando, las fuentes chinas no se detallan, y se sabe solamente un reclamo, sin embargo, no hay rastro de ningunas pérdida en este día en expedientes de la China nacionalista.
Mientras se sucedían las batallas en el aire y la artillería actuaba sobre los estrechos de Formosa, los Estados Unidos intentaban reforzar a los nacionalistas. Una de las operaciones más secretas emprendidas por aquel entonces fue el despliegue de dos pilotos y cinco técnicos del Escuadrón de ataque VMF-323 a Taiwán para que estos instalen 40 misiles AIM-9B Sidewinder junto con sus correspondientes guías de lanzamiento en aviones F-86 Sabre. Este proyecto era tan secreto que ni la Fuerza Aérea Estadounidense sabía algo sobre él. Después de dos semanas de trabajo intensivo, un total de 20 F-86 fueron modificados con dos misiles cada uno. Entonces un capitán de la Fuerza Aérea Estadounidense comenzó a trabajar en tácticas de la intercepción, enseñando a los pilotos de la Fuerza Aérea de la República de China a luchar contra aviones F-100 desplegados en Taiwán, en combates aéreos en los 40.000 pies y más alto. En septiembre de 1958, por lo tanto, la fuerza aérea nacionalista china estaba a punto de convertirse en la primera en utilizar los misiles aire-aire dirigidos en combate.
Ya en los días antes de que ocurrieran los contactos cruciales, el bando nacionalista comenzó a volar vuelos frente a las islas sitiadas, pues el bombardeo chino constante interrumpía con frecuencia las operaciones navales. El 24 de septiembre un total de 24 Curtiss C-46 Commando y 48 F-86 estaban rumbo a Quemoy, y el ELP envió 48 MiG-17 de Liancheng y de Shantou para interceptarlos. La principal labor de esta formación de MiG era distraer a los Sabre, mientras que cuatro MiG-17 de Jinjiang entonces les seguirían bajo para interceptar los C-46. Al parecer, las tácticas funcionaron, y dos C-46 cayeron derribados después de que los F-86 fueran engañados a una batalla de aire feroz. Los expedientes del ELP, sin embargo, indican algo más. Según ellos los nacionalistas volaron un total de 126 salidas este día. Cuando dos grupos de 16 Sabre entraron en el espacio aéreo sobre las provincias de Fujian, fueron interceptados por aviones MiG, con el resultado que un avión en cada lado dañado durante el primer choque. Más adelante, durante una batalla sobre Wenzhou, los chinos reconocieron también que los nacionalistas utilizaron el misil Sidewinder por primera vez en este día, y que uno derribó un MiG.

### La guerra de Vietnam (1964-73)

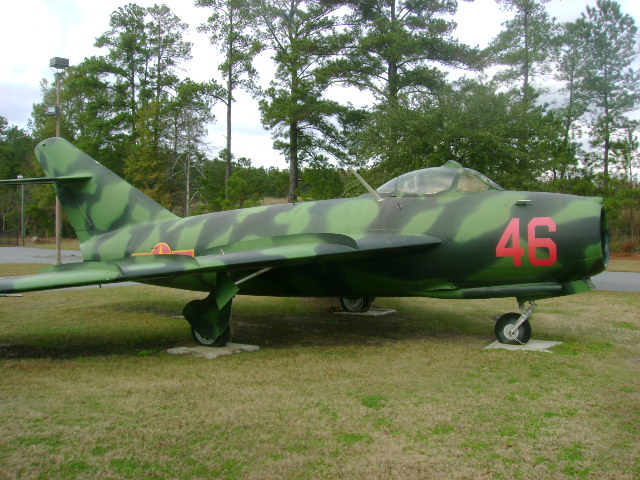
Un MiG-17 norvietnamita expuesto en un museo de Estados Unidos.

La República Democrática de Vietnam (Vietnam del Norte) tenía 36 MiG-17 en el 921.º Regimiento de Caza "Sao Do" ("Estrella Roja") al momento de ocurrir el Incidente del Golfo de Tonkin en agosto de 1964. El Alto Mando de la FAPV (Fuerza Aérea Popular de Vietnam) planificó cuidadosamente una táctica de emboscada, con un grupo de MiG actuando como cebo y otro como grupo de ataque. El 3 de abril de 1965 la FAPV puso a prueba con éxito esta táctica cuando cuatro MiG-17F del grupo de ataque sorprendieron a una formación de más de 80 aviones de ataque estadounidenses cerca del puente Ham Rung en Thanh Hoa, y el piloto Pham Ngoc Lan (a bordo del MiG-17F "Rojo 2034" obtiene la primera victoria aérea de la guerra al derribar el F-8E del Teniente Comandante Spence Thomas (escuadrón VF-211, portaaviones USS Hancock). Su numeral, Phan Van Tuc, reclamó derribar otro F-8, pero en realidad es probable que haya sido el A-4C del Tte. Comandante R. A. Vohden (VA-216) - pérdida que la USN acredita a la antiaérea.
Al día siguiente, 4 de abril, otros cuatro MiG-17 vuelven a tomar por sorpresa a 80 aeronaves de la Fuerza Aérea de EE. UU. sobre el mismo puente, y derriban a dos cazabombarderos: a las 10:53 Tran Hanh derriba el F-105D BuNo 59-1754 de Frank Bennett y su compañero Le Minh Huan (en el MiG-17 "Rojo 1036") hace lo propio con el Thunderchief de James Magnusson (ambas tripulaciones estadounidenses servían en el 354.º TFS de la 355.º TFW, y murieron en la acción). Pero minutos más tarde tres de los MiG fueron a su vez abatidos y muertos sus pilotos (Le Minh Huan, Pham Giay y Tran Nguyen Nam) por la escolta, siendo Tran Hanh el único sobreviviente. Sus victimarios fueron casi seguro los F-100D Super Sabre de la escolta (pertenecientes al 416.º TFS, 3.ª TFW), uno de ellos fue el piloto Don Kilgus, quien reclamó derribar uno de los MiG con fuego de 20 mm.
De acuerdo a las estadísticas oficiales de la FAPV, durante 1965 los MiG-17 realizaron 156 salidas de combate, y se anotaron 15 derribos. La evaluación que hizo la FAPV de la actuación de los MiG fue que podía enfrentarse con éxito a los muy superiores F-105 y F-4, especialmente a baja altura. El 7 de septiembre de ese año, gracias a las entregas de armas provenientes de la URSS y China, fue posible formar una segunda unidad equipada con MiG-17, el 923.º Regimiento de Caza "Yen The" ("La Colina del Lugar Tranquilo" en vietnamita, haciendo referencia a un lugar en la provincia de Ha Bac), el cual comenzó a operar desde la recién inaugurada base aérea de Kep.
El primer combate de 1966 ocurrió en la noche del 3 de febrero, cuando a los mandos de un MiG-17PF equipado con radar el piloto Lam Van Lich del 921.º RC reclamó derribar dos cazabombarderos a hélice A-1H (no confirmados por las fuentes estadounidenses). El 923.º RC tuvo su bautismo de fuego el 4 de marzo, cuando cuatro MiG-17 se enfrentaron con aviones de EE. UU. sobre Yen Bai a las 16:00 - el piloto Ngo Duc Mai reclamó abatir un F-4 (esta sería la primera de las cuatro victorias con las que este piloto sería acreditado). En forma muy extraña en estos primeros meses del año o bien los pilotos de MiG-17 vietnamitas reclaman victorias que los estadounidenses no admiten (por ej. en los días 23 y 26 de abril ¡o estos últimos reconocen victorias que los vietnamitas no reclaman! (como por ejemplo el A-1H de Leo Boston el 29 de abril).
No es el caso del combate del 21 de junio de 1966: ese día cuatro pilotos de MiG-17F del 923.º RC (Phan Thanh Trung, Duong Trun Tan, Nguyen Van Bay y Phan Van Tuc) interceptan sobre Kep a un avión de reconocimiento RF-8A del VFP-63 escoltado por otros cuatro Crusaders del VF-211. En el combate subsiguiente el futuro as vietnamita Nguyễn Văn Bảy consigue sus dos primeras victorias: el RF-8A (No.146830) y el F-8E No.149152 (sus respectivos tripulantes, el Teniente Leonard C. Eastman y el Teniente en grado junior Cole Black, fueron ambos tomados prisioneros) sin sufrir los vietnamitas pérdida alguna, a pesar de que los restantes pilotos de Crusader reclamaron abatir dos MiG. Pocos días después, el 29 de junio, los F-105 de las 355ª y 388ª TFW realizan una masiva incursión contra los depósitos de combustible de Thuong Ly en Haiphong y los de Duc Giang en Hanói. En defensa de estos últimos despegó un cuarteto de MiG-17 del 923º RC desde Noi Bai, que derribaron dos F-105D de una formación de doce, obligando a los restantes a lanzar prematuramente sus bombas - uno de los Thunderchief (el del Coronel Murphy Neal Jones, 333º TFS de la 355ª TFW) se transformó en la tercera víctima de Nguyen Van Bay.
Uno de los rivales clásicos del MiG-17 en Vietnam fue el ya mencionado F-8 Crusader, al cual la bibliografía estadounidense llama "MiG Master" debido a que oficialmente derribó 18 MiGs mientras que solo 3 fueron abatidos en combate aéreo - una relación derribos-pérdidas de 6 a 1, la mejor de cualquier caza norteamericano en Vietnam. Analizando las pérdidas reales sufridas por la FAPV, en realidad solo 11 (nueve MiG-17 y dos MiG-21) pueden ser acreditadas a la acción de los Crusader, y no menos de ocho F-8 fueron derribados por los MiG - siete a manos de los MiG-17. De hecho durante 1966 fue el MiG-17 el verdadero "Crusader Master" ya que ningún MiG de ese tipo fue derribado por F-8, mientras que no menos de cuatro Crusaders fueron abatidos por el MiG-17 (y otros dos más fueron averiados). Uno de los ellos fue el F-8E No.150908 del Comandante Richard M. Bellinger (jefe del VF-162), derribado por Ngo Duc Mai el 14 de julio. El siguiente encuentro entre los MiG-17 y los F-8 ocurrió el 5 de septiembre de 1966, cuando Nguyen Van Bay y su numeral Vo Van Man sorprendieron sobre Phu Ly a un par de Crusaders del VF-111. Nguyen Van Bay derribó el F-8E No.150896 del Capitán Wilfred K. Abott mientras que en el mismo combate Vo Van Man reclamó derribar al restante Crusader - de hecho averió al F-8E de Randall Rime, el cual recibió tres impactos de 37 mm, y tuvo que hacer un aterrizaje de emergencia en el portaaviones USS Oriskany.
Una de las claves del éxito del MiG-17 sobre cazas más veloces y armados con misiles era su gran maniobrabilidad a baja velocidad, sobre todo a baja altura (menos de 2.000 metros). Por medio de esta podía evadir a los misiles AIM-7 Sparrow y AIM-9B Sidewinder de los F-4 y F-8 (los cuales en esa época no siempre se enganchaban correctamente en el blanco), mientras que sus cañones de 37 y 23 mm rara vez se encasquillaban. No podía competir con los F-4, F-8 y F-105 en velocidad, capacidad de trapada o picada, pero podía girar más cerrado que cualquiera de ellos.
Para los MiG-17 de la FAPV, los meses de abril y mayo de 1967 fueron los más vertiginosos de la guerra. Habiendo recibido información de inteligencia que indicaba renovados ataques de la Armada de EE. UU. contra el puerto de Haiphong, el 923.º RC envió secretamente a la base aérea de Kien An un cuarteto de MiG-17, integrado por Nguyen Van Bay, Nguyen The Hon, Vo Van Man y Nguyen Ba Dich. El 24 de abril de 1967 este grupo sorprendió a un grupo de Phantom del VF-114, reclamando Nguyen Van Bay abatir a dos - al menos uno está confirmado, el F-4B No.153000 del Tte. Charles Southwick y el Alférez James Laing, los cuales fueron hechos prisioneros. Ese mismo día sobre Hanói otro cuarteto de pilotos de MiG-17 (Mai Duc Toai, Le Hai, Luu Huy Chao y Hoang Van Ky) derribó el F-4C BuNo 63-7641 de Charles Austin y Herman Knapp (433.º TFS, 8.ª TFW) desapareciendo ambos aviadores sin dejar rastros. Ambos grupos repitieron sus éxitos al día siguiente 25 de abril: sobre Haiphong Nguyen Van Bay y sus tres compañeros abatieron tres aviones del portaaviones USS Bon Homme Richard: dos A-4 Skyhawk -el de Charles D. Stackhouse (VA-76, capturado) y A. R. Crebo (VA-212, rescatado)- y el F-8C No.146195 del Tte. Cdte. E. B. Tucker, quien murió durante su cautiverio (este último figura como abatido el día anterior, posiblemente un error). Por su parte el grupo de Luu Huy Chao sumó una víctima más a su palmarés sobre Hanói - el F-105D BuNo 62-4294 de Robert Weskamp (354.º TFS, muerto en acción). No hubo perdidas vietnamitas en ninguno de esos dos días.
Los combates aéreos prosiguieron el 12 de mayo - ese día Ngo Duc Mai derribó el F-4C BuNo 63-7614 del 390.º TFS/366.ª TFW (el piloto Coronel Norman C. Gaddis fue capturado y el radarista 1.º Tte. J. M. Jefferson desapareció en acción), seguido por la victoria de Nguyen Van Tho sobre el F-105D BuNo 59-1728 de Earl W. Grenzebach, quien falleció (la USAF acredita ambas pérdidas a la antiaérea). Pero el combate más reñido se libró el 19 de mayo de 1967, cuando la Armada de EE. UU. lanzó un masivo ataque aéreo contra la estación transformadora de Hanói, con A-4 Skyhawks armados con bombas guiadas AGM-62 Walleye escoltados por F-8 Crusaders y F-4B Phantoms Los MiG-17 del 923.º RC participaron activamente en la defensa, con los pilotos Phan Thanh Tai y Nguyen Huu Diet derribando los F-4B No.152264 del VF-96 y No.153004 del VF-114, y posiblemente Phan Thanh Tai averió seriamente al F-8C No.147029 de Philip R. Wood (VF-24, USS Bon Homme Richard), aunque este pudo revertir la situación y derribar a su adversario, quién murió. El Crusader de Wood fue dado de baja al regresar a su portaaviones. Otros tres Crusaders, un A-6 Intruder y un RA-5C fueron derribados por los misiles antiaéreos SA-2 vietnamitas en esa misma incursión. Las pérdidas de la FAPV en ese combate fueron, sin embargo, serias: además de Phan Thanh Tai, otros tres pilotos de MiG-17 (Vo Van Man, Nguyen Van Phi y Tran Minh Phuong) fueron derribados y muertos en combate aéreo ese día por los F-8 Crusader. Los MiG-17 fueron acreditados durante 1967 con el derribo de 74 aviones estadounidenses (de un total de 124 victorias atribuidas a la fuerza aérea vietnamita ese año), y tres pilotos alcanzarían la categoría de ases: Nguyễn Văn Bảy (oficialmente 7 derribos, en realidad 10) y ambos Luu Huy Chao y Le Hai con seis.
Durante la tregua de 1968-71 los MiG-17 ocasionalmente interceptaban los vehículos a control remoto (RPV en su siglas en inglés) BQM-34 Firebee. Durante 1969 los MiG-21 del 921.º RC reclamaron derribar ocho de ellos, mientras que los MiG-17 del 923.º RC solo dos. Al año siguiente los MiG-17 interceptaron estos "drones" (abejorros) en seis ocasiones, pero no derribaron ninguno. El 9 de marzo de 1971 Luong Duc Truong en su MiG-17 interceptó un Firebee y lo derribó, pero minutos después inexplicablemente perdió el control y se estrelló, muriendo.
En el año 1971 el mando vietnamita escogió 10 pilotos del 923° Regimiento para ser preparados en ataques a buques, entrenados por un piloto cubano, del que solo conocemos su nombre: Ernesto. Para marzo de 1972 seis de ellos eran capaces de misiones de ataque marítimo. A las 16:05 del 19 de abril de 1972, Le Xuan Di y Nguyen Van Bay en dos MiG-17F despegan desde el aeródromo de Gat (a donde habían sido secretamente desplegados el día anterior) con dos bombas de 250 kg cada uno. Bay atacó al crucero USS Oklahoma City, mientras que Le Xuan Di hace lo propio contra el destructor DD-806 USS Higbee de la 7° Flota, causándoles diversos daños. El más serio fue el recibido por el Higbee, ya que una de las bombas lanzadas por Le Xuan Di destruyó por completo la torre doble de 127 mm en la popa del buque, hiriendo a cuatro tripulantes.
Cuando la campaña de bombardeo Linebacker II comenzó, desafortunadamente el 923.º RC no pudo repetir sus éxitos de 1965-68. Por ejemplo, el 10 de mayo los F-4 de la Armada de EE. UU. reclamaron derribar siete MiG-17 sin pérdidas, y la realidad no fue muy diferente - cinco fueron en efecto abatidos, muriendo cuatro pilotos (Le Van Tuong, Le Duc Oanh, Tra Van Kiam y Nguyen Han) y eyectándose el quinto (Nguyen Van Tho, tres victorias en su haber). La última victoria que los MiG-17 pudieron anotarse en Vietnam fue el F-4J No.155803 del VF-103 (su tripulación, los Tenientes R. I. Randall y F. J. Masterson, fueron hechos prisioneros), derribado el 11 de julio de 1972 por Han Vinh Tuong. Desgraciadamente pocos minutos después, mientras regresaba a su base, fue abatido y muerto por otro F-4. Los venerables MiG-17 siguieron en servicio activo hasta fines de los '70, ya ahora reasignados al ataque en tierra y marítimo. Finalmente utilizados como entrenadores avanzado, los últimos ejemplares fueron retirados a principios de los '80.

### La Guerra de los Seis Días (1967)

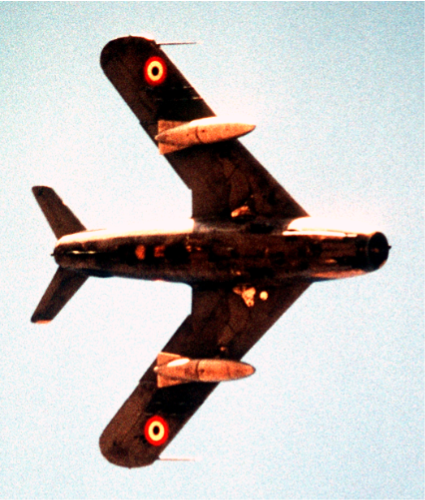
MiG-17 egipcio.

Egipto adquirió una docena de MiG-17 entre 1955 y 1956, justo a tiempo para ver la acción en la crisis de Suez, y se anotó algunos éxitos contra los israelíes, tanto en el aire, como en el suelo. Después de esa guerra, los MiG-17 egipcios participan en combates aéreos ocasionales con Dassault MD 454 Mystère IV, Dassault MD 450 Ouragan israelíes. En la Guerra de los Seis Días en 1967, la mayor parte de los aviones árabes fueron destruidos en la tierra por los ataques a principios del 6 de junio. Los Frescos han sido parte de una misión de vida en la final de la mañana de ese día, mientras que la IAF todavía estaba ocupada con la destrucción de los aeropuertos egipcios. Doce MiG-17, con una guía de MiG-19 y MiG-21, atacaron la refinería de petróleo en Haifa. El daño fue ligero, sin embargo, dos frescos fueron derribados por fuego antiaéreo. La caza y el resto del MiG-17 de Egipto volaron en las líneas aéreas de combate, con la táctica de golpear y huir, e incluso derribaron un par de cazas israelíes, pero también eran los superados generales en el combate aéreo. Egipto y Siria reemplazaron sus tiempos se convirtieron en el combate de nuevo en la Guerra de Desgaste en 1968, llevando a cabo varias acciones de éxito moderado.
Después de la guerra, también se produjeron varias batallas aéreas. Los israelíes en el período de 1958-1965, lograron derribar tres MiG-17 egipcios. Mientras que los pilotos egipcios destruyeron dos Mystère y derribaron un Mirage III.

### Guerra de Desgaste
Durante la guerra de desgaste, según datos occidentales, los aviones israelíes derribaron 36 MiG-17 árabes; Según los datos, los árabes no perdieron más de 28 MiG-17 por todas las razones. Los detalles generales del uso en los objetivos terrestres en esa guerra son poco conocidos. Por ejemplo, el 20 de julio, cuatro MiG-17 egipcios bombardearon el sistema de defensa aérea HAWK en el área de Romani, un radar y al menos un lanzacohetes fueron destruidos, el mismo día, el MiG-17 destruyó un depósito de municiones en La región de Kantara. Las pérdidas por día ascendieron a un MiG-17 que se estrelló mientras maniobraba sobre Ismailia.

### La guerra de Yom Kipur (1973)
Siria también usó el MiG-17 para la defensa aérea, pero después de perder los tres MiG en combate aéreo en 1969 los asesores soviéticos recomendaron que fueran retirados del servicio. Los sirios los destinaron a ataque al suelo. Durante el final de la guerra de Yom Kipur hubo varios derribos de MiG-17, Egipcios y Sirios, reclamados por cazas israelíes israelíes. En total 27 aviones, 8 derribados por los F-4 Phantom, 10 por el Nesher y 9 por el Mirage III. Participó en una batalla aérea sobre Ophira. Pilotos egipcios y sirios de MiG-17 lograron derribar 4 aviones israelíes (dos A-4, un F-4 y uno Nesher). Durante la guerra, el MiG-17 realizó 832 salidas. Irak también usó su MiG-17 en la guerra de Yom Kipur. El 18 de octubre de 1973, un piloto iraquí derribó a un juego de fantasía israelí en una batalla aérea. El MiG-17 no tuvo víctimas por las acciones de la aviación israelí.

### Yemen (1973)
En Yemen del Sur media decena de pilotos cubanos combaten desde 1973 en los MiG-17 de ese país en choques fronterizos con Yemen del Norte y Arabia Saudí.

### Angola (1975-80)
Al acordarse en diciembre de 1975 el envío de unidades de aviación regular cubanas a Angola, se envió un escuadrón con 9 MiG-17F y 1 MiG-15UTI, que se convirtieron en aviones de combate de la Fuerza Aérea de Angola, compuesta únicamente por cubanos. Los MiG-17F comenzaron a actuar contra el movimiento separatista FLEC desde Cabinda en dirección norte. En los años siguientes participaron en golpes contra la UNITA, hasta ser sustituidos por los más nuevos Mikoyan-Gurevich MiG-21, y entonces los MiG-17 fueron entregados a los angoleños.

### Etiopía (1977-89)
En diciembre de 1977 comienzan a llegar unidades cubanas, entre ellos un escuadrón de MiG-17F y uno de MiG-21, que participan en misiones de apoyo aéreo en la contraofensiva comenzada el 22 de enero de 1978 que termina con la derrota de Somalia. La aviación cubana realiza un total de 1.013 misiones de combate, la mitad de ellas con MiG-17F, que destruyen carros de combate, cañones y otros objetivos enemigos. El piloto de MiG-17F Teniente Eladio Campos muere al ser derribado por el fuego antiaéreo somalí. Los MiG-17/21 cubanos combaten codo a codo junto a los F-5A/B/E etíopes contra otro país armado con MiG-17/21. Los MiGs cubanos se quedan en Etiopía un tiempo, pero no combaten más en este país, a pesar del conflicto con Eritrea. En septiembre de 1989 los últimos cubanos abandonan Etiopía, llevándose el equipo.

### Deserciones y MiG-17 capturados
En la guerra de Vietnam los cazas estadounidenses estaban teniendo problemas con los "inferiores" cazas soviéticos. En Washington se inclinaron por una solución complicada: poder observar un poco más de cerca a los aviones soviéticos para así poder obtener información sobre su rendimiento.
Israel obtuvo varios aparatos MiG-17 de diversas maneras. El primero mediante la deserción en 1965 de un piloto sirio y, el mismo año, otros seis MiG-17 aterrizaron en la base israelí de Hatzor culpa de un error de navegación, quedándose Israel con tres de ellos. El 12 de agosto de 1968 también dos MiG-17 sirios aterrizaron por error en la base israelí de Betzet donde fueron retenidos. A estos se unieron 6 MiG-17 argelinos capturados durante la Guerra de los Seis Días. Asimismo otro MiG-17 egipcio fue capturado en la base de Bir Gif Gafa, aunque este último se encontraba dañado.
En Estados Unidos se recibieron al menos dos ejemplares de los MiG-17, y que fueron estudiados bajo el programa Have Ferry en Groom Lake. El primer ejemplar realizó 131 horas de vuelo en 172 misiones, durante 55 días de vuelo. El segundo ejemplar, que no tenía radar, fue preservado como unidad de reserva y pese a este estatus alcanzó a volar 37 h bajo insignias estadounidenses. Se cree que más Mig-17 se compraron a Marruecos y otros países amigos. También algún Lim-5 polaco pudo haber sido vendido a EE. UU. de manera encubierta por parte del gobierno de Polonia.
La Fuerza Aérea Estadounidense también inspeccionó los MiG-17 camboyanos durante la guerra de Vietnam. Un equipo de expertos se desplazó desde Wright Patterson para conocer el avión y sus capacidades. Uno de los MiG fue llevado a la base de Phu Cat, en Vietnam, para ser probado en combate simulado contra cazas F-4D de la Fuerza Aérea Estadounidense.
El 25 de mayo de 1967 un Mig-17E se internó 180 kilómetros en la República Federal Alemana. El avión cayó cerca de Dillingen/Donau. Al día siguiente el piloto fue puesto a disposición de militares estadounidenses. El avión fue devuelto a la República Democrática Alemana a través del puesto fronterizo de Herleshausen, tres días más tarde.
El 5 de octubre de 1969 el Teniente cubano Eduardo Guerra Jiménez aterrizó en Florida en el MiG-17AS N°232 de la Fuerza Aérea de Cuba. Guerra Jiménez era uno de los Jefes de Escuadrones del Regimiento de MiG-17AS de Santa Clara, y estaba probando ese MiG-17 después de ser reparado, para dejárselo luego a los pilotos de menor rango. En ese momento en la base se encontraba el Boeing 707 del entonces presidente de Estados Unidos Lyndon B. Johnson. El MiG-17 fue devuelto a Cuba años después, y según algunas fuentes, el avión de transporte que llegó a recogerlo con el equipo de especialistas de la DAAFAR, sobrevoló "accidentalmente" varios puntos sensibles como la Planta Nuclear de Turkey Point. El Capitán Rafael del Pino fue el encargado de la misión de recogerlo, y el piloto Raúl Pérez James de volarlo de regreso a Cuba.

## Especificaciones (MiG-17F)
Referencia datos: Combat Aircraft since 1945,MiG: Fifty Years of Secret Aircraft Design

### Características generales
- Tripulación: 1 (piloto)
- Longitud: 11,26 m
- Envergadura: 9,63 m
- Altura: 3,8 m
- Superficie alar: 22,6 m²
- Peso vacío: 3.919 kg
- Peso cargado: 5.350 kg
- Peso máximo al despegue: 6.069 kg
- Planta motriz: 1× turborreactor con postquemador Klimov VK-1F.
  - Empuje normal: 22,5 kN (2294 kgf; 5058 lbf) de empuje.
  - Empuje con postquemador: 33,8 kN (3447 kgf; 7599 lbf) de empuje.

### Rendimiento
- Velocidad máxima operativa (Vno): 1145 km/h (712 MPH; 618 kt) a 3.000 m de altitud
- Alcance: 2060 km (1112 nmi; 1280 mi) con tanques de combustible externos
- Techo de vuelo: 16 600 m (54 462 ft)
- Régimen de ascenso: 65 m/s (12 795 ft/min)
- Carga alar: 237 kg/m²
- Empuje/peso: 0,63

### Armamento
- Cañones: 3× 

  - 1× Nudelman N-37 de 37 mm con 40 proyectiles.
  - 2× Nudelman-Rikhter NR-23 de 23 mm con 80 proyectiles cada uno.
- Puntos de anclaje: 2 pilones subalares con una capacidad de 500 kg, para cargar una combinación de:  
  - Bombas: 2× bombas de 100 o 250 kg
  - Cohetes: 2× contenedores de cohetes
  - Otros: 2× tanques de combustible externos

### Desarrollos relacionados
- Mikoyan-Gurevich MiG-15
- PZL-Mielec Lim-6
- Shenyang J-5

### Aeronaves similares
- Dassault MD 454 Mystère IV
- Hawker Hunter
- North American F-86 Sabre
- Saab 32 Lansen
- Grumman F-9 Cougar

### Secuencias de designación
- MiG-1 – MiG-3 – MiG-9 – MiG-15  –  MiG-17  – MiG-19 – MiG-21 – MiG-23 – MiG-25 – MiG-27 – MiG-29 – MiG-31 – MiG-33 – MiG-35